# Дентелети
Дентелетите / дантелети са тракийско племе, населявало земите по средното течение на река Струма, днешните Кюстендилско и Дупнишко поле и планините западно от тях.
Най-ранното сведение за тях се намира в съчинението „Филипика“ на старогръцкия историк Теопомп, което показва че към края на 40-те години на IV век пр. Хр., племето е съседно на агрианите. В античните писмени данни се появяват за пръв път към 340/339 г. пр. Хр. Според античните автори откъм 184 до 16-13 г. пр. Хр. дентелетите са в съюзни отношения с римляните и техните управители на провинция Македония. Географът Страбон (VII 5,12) ги споменава, като съседи на медите. На тяхно име римляните през I-II век наричат цялата област на Кюстендилско Краище — стратегия Дантелетика (Danteletike), в най-западната част от провинция Тракия.
В средата на IV век пр. Хр. дентелетите отсичат свои племенни монети от бронз, които са много редки днес. За пръв път за открити и обнародвани от германския антиквар и нумизмат д-р Филип Ледерер (Philipp Lederer - (1872-1944) през 1941 г., а по-късно проф. Тодор Герасимов без сериозни основания ги обявява за фалшиви. През 1990-те г. в района на Пазарджик и Ветрен са намерени нови екземпляри от същия монетен тип с етнонимен надпис "ΔANTHΛ/HTΩN", което несъмнено потвърждава тяхната автентичност.